# Rolf Åge Berg
Rolf Åge Berg (* 14. April 1957 in Stjørdal) ist ein ehemaliger norwegischer Skispringer.

## Werdegang
Berg, der für den Verein Stjørdals IL sprang, gab sein Debüt im Skisprung-Weltcup am 30. Dezember 1983 bei der Vierschanzentournee in Oberstdorf; in der Tourneegesamtwertung wurde er Elfter. In den folgenden drei Jahren sprang er nur unregelmäßig im Weltcup, erreichte bei seinen seltenen Auftritten aber regelmäßig Platzierungen unter den besten zehn.
1984 wurde Berg norwegischer Meister auf der Großschanze. Bei den Olympischen Winterspielen in Sarajewo erreichte er im selben Jahr auf der Normalschanze den fünften Rang; auf der Großschanze trat er nicht an. Seine letzte Saison hätte seine erfolgreichste werden können: Im Winter 1985/86 wurde er in der Gesamtwertung der Vierschanzentournee zunächst Fünfter, wurde aber nachträglich wegen eines nicht regelkonformen Sprunganzugs beim Auftaktspringen in Oberstdorf disqualifiziert. So wurde Berg nur 32. in der Gesamtwertung. Sein Leistungsstärke zeigte er aber am 19. Februar 1986, als er in St. Moritz seinen einzigen Weltcupsieg errang. Rund zweieinhalb Wochen später zog sich Berg bei der Skiflug-Weltmeisterschaft 1986 infolge eines Sturzes, bei dem er eine Gehirnerschütterung und einen Kreuzbandriss erlitt, bleibende gesundheitliche Schäden zu.
Danach sprang er nur noch dreimal im Weltcup, ohne jedoch Punkte zu holen. Im Europacup gelangen dem Norweger hingegen noch vier Platzierungen unter den ersten Zehn, darunter ein dritter Rang am 11. März 1989 in Sprova. Einen Tag später bestritt er in Meldal seinen letzten internationalen Wettkampf.
Aktuell ist Berg Trainer beim Team Trønderhopp in Trondheim und betreut dort das Elite-Team.
Er ist nicht mit dem kanadischen Skispringer Rolf Berg identisch.

## Erfolge

### Weltcupsiege im Einzel
| Nr. | Datum            | Ort        | Typ         |
| --- | ---------------- | ---------- | ----------- |
| 1.  | 19. Februar 1986 | St. Moritz | Großschanze |